# Golden Spin of Zagreb de 2014
O Golden Spin of Zagreb de 2014 foi a quadragésima sétima edição do Golden Spin of Zagreb, um evento anual de patinação artística no gelo, e que fez parte do Challenger Series de 2014–15. A competição foi disputada entre os dias 4 de dezembro e 6 de dezembro, na cidade de Zagreb, Croácia.

## Eventos
- Individual masculino
- Individual feminino
- Duplas
- Dança no gelo

## Medalhistas
| Evento                        | Ouro                                               | Prata                                       | Bronze                                       |
| Individual masculino detalhes | Denis Ten · Cazaquistão                            | Michal Březina · República Tcheca           | Konstantin Menshov · Rússia                  |
| Individual feminino detalhes  | Kiira Korpi · Finlândia                            | Maria Artemieva · Rússia                    | Nicole Rajicova · Eslováquia                 |
| Duplas detalhes               | Kristina Astakhova · Alexei Rogonov · Rússia       | Valentina Marchei · Ondrej Hotarek · Itália | Tarah Kayne · Daniel O'Shea · Estados Unidos |
| Dança no gelo detalhes        | Madison Hubbell · Zachary Donohue · Estados Unidos | Charlene Guignard · Marco Fabbri · Itália   | Sara Hurtado · Adria Diaz · Espanha          |

## Resultados

### Individual masculino
| Pos.              | Nome                       | Nacionalidade    | Pontos | PC         | PL          |
| ----------------- | -------------------------- | ---------------- | ------ | ---------- | ----------- |
| Medalha de ouro   | Denis Ten                  | Cazaquistão      | 249.94 | 92.51 (1)  | 157.43 (2)  |
| Medalha de prata  | Michal Brezina             | República Tcheca | 239.62 | 81.62 (3)  | 158.00 (1)  |
| Medalha de bronze | Konstantin Menshov         | Rússia           | 229.51 | 83.18 (2)  | 104.55 (4)  |
| 4                 | Grant Hochstein            | Estados Unidos   | 219.82 | 69.69 (6)  | 150.13 (3)  |
| 5                 | Moris Kvitelashvili        | Rússia           | 207.77 | 66.16 (7)  | 141.61 (5)  |
| 6                 | Michael Christian Martinez | Filipinas        | 204.45 | 74.45 (4)  | 130.00 (6)  |
| 7                 | Ivan Righini               | Itália           | 200.80 | 71.79 (7)  | 129.01 (5)  |
| 8                 | Alexander Samarin          | Rússia           | 193.97 | 65.88 (8)  | 128.09 (8)  |
| 9                 | Phillip Harris             | Reino Unido      | 182.18 | 59.13 (11) | 123.05 (9)  |
| 10                | Dmitri Aliev               | Rússia           | 179.93 | 63.48 (10) | 116.45 (10) |
| 11                | Tomi Pulkkinen             | Finlândia        | 175.71 | 65.63 (9)  | 110.08 (13) |
| 12                | Christopher Berneck        | Alemanha         | 173.98 | 58.26 (12) | 115.72 (11) |
| 13                | Carlo Vittorio Palermo     | Itália           | 166.96 | 54.78 (16) | 112.18 (12) |
| 14                | Sondre Oddvoll Boe         | Noruega          | 164.40 | 56.15 (13) | 108.25 (14) |
| 15                | Pavel Ignatenko            | Bielorrússia     | 157.55 | 55.69 (14) | 101.86 (16) |
| 16                | Vladislav Tarasenko        | Rússia           | 155.44 | 55.61 (15) | 99.83 (18)  |
| 17                | Alexander Bjelde           | Alemanha         | 152.84 | 53.89 (17) | 98.95 (19)  |
| 18                | Panagiotis Polizoakis      | Alemanha         | 150.60 | 50.46 (18) | 100.14 (17) |
| 19                | Charlie Parry-Evans        | Reino Unido      | 144.12 | 48.29 (19) | 95.83 (20)  |
| 20                | Tomas Kupka                | República Tcheca | 141.52 | 39.59 (21) | 101.93 (15) |
| 21                | Ali Demirboga              | Turquia          | 132.11 | 43.11 (20) | 89.00 (21)  |
| 22                | Mario-Rafael Ionian        | Áustria          | 118.33 | 39.27 (22) | 79.06 (22)  |

### Individual feminino
| Pos.              | Nome                 | Nacionalidade    | Pontos | PC         | PL         |
| ----------------- | -------------------- | ---------------- | ------ | ---------- | ---------- |
| Medalha de ouro   | Kiira Korpi          | Finlândia        | 167.81 | 56.22 (4)  | 111.59 (1) |
| Medalha de prata  | Maria Artemieva      | Rússia           | 166.48 | 59.59 (1)  | 106.89 (2) |
| Medalha de bronze | Nicole Rajicova      | Eslováquia       | 159.55 | 53.27 (6)  | 106.28 (3) |
| 4                 | Dasa Grm             | Eslovênia        | 150.32 | 52.81 (7)  | 97.51 (4)  |
| 5                 | Diana Pervushkina    | Rússia           | 148.56 | 53.57 (5)  | 94.99 (5)  |
| 6                 | Isabelle Olsson      | Suécia           | 148,1  | 58.73 (2)  | 89.37 (10) |
| 7                 | Aleksandra Golovkina | Lituânia         | 145.87 | 50.98 (9)  | 94.89 (6)  |
| 8                 | Mariah Bell          | Estados Unidos   | 144.80 | 51.08 (8)  | 93.72 (7)  |
| 9                 | Anne Line Gjersem    | Noruega          | 139.88 | 50.62 (10) | 89.26 (11) |
| 10                | Sonia Lafuente       | Espanha          | 138.96 | 48.29 (12) | 90.67 (8)  |
| 11                | Nicole Schott        | Alemanha         | 137.41 | 56.46 (3)  | 80.95 (15) |
| 12                | Karly Robertson      | Reino Unido      | 136.60 | 46.86 (13) | 89.74 (9)  |
| 13                | Kerstin Frank        | Áustria          | 134.79 | 50.41 (11) | 84.38 (13) |
| 14                | Roberta Rodeghiero   | Itália           | 128.26 | 42.98 (18) | 85.28 (12) |
| 15                | Anna Khnychenkova    | Ucrânia          | 126.35 | 43.80 (15) | 82.55 (14) |
| 16                | Alexandra Kunova     | Eslováquia       | 120.78 | 42.89 (19) | 77.89 (16) |
| 17                | Natalia Popova       | Ucrânia          | 112.63 | 43.87 (14) | 68.76 (17) |
| 18                | Elizaveta Ukolova    | República Tcheca | 108.66 | 43.43 (16) | 65.23 (21) |
| 19                | Reyna Hamui          | México           | 108.54 | 43.29 (17) | 65.26 (19) |
| 20                | Janina Makeenka      | Bielorrússia     | 106.93 | 41.75 (20) | 65.18 (22) |
| 21                | Daniela Stoeva       | Bulgária         | 103.46 | 36.75 (21) | 66.71 (18) |
| 22                | Birce Atabey         | Turquia          | 100.05 | 34.81 (22) | 65.24 (20) |
| 23                | Bronislava Dobiasova | Eslováquia       | 96.55  | 32.54 (24) | 64.01 (23) |
| 24                | Pina Umek            | Eslovênia        | 89.02  | 34.10 (23) | 54.92 (25) |
| 25                | Nika Cerik           | Eslovênia        | 87.24  | 30.18 (25) | 57.06 (24) |
| 26                | Tena Copor           | Croácia          | 79.10  | 27.03 (26) | 52.07 (27) |
| 27                | Valentina Mikc       | Croácia          | 78.66  | 25.00 (27) | 53.66 (26) |

### Duplas
| Pos.              | Nome                                     | Nacionalidade  | Pontos | PC        | PL         |
| ----------------- | ---------------------------------------- | -------------- | ------ | --------- | ---------- |
| Medalha de ouro   | Kristina Astakhova / Alexei Rogonov      | Rússia         | 184.24 | 56.58 (1) | 127.66 (1) |
| Medalha de prata  | Valentina Marchei / Ondrej Hotarek       | Itália         | 167.18 | 55.18 (2) | 112.00 (2) |
| Medalha de bronze | Tarah Kayne / Daniel O'Shea              | Estados Unidos | 161.72 | 50.72 (3) | 111.00 (3) |
| 4                 | Caitlin Yankowskas / Hamish Gaman        | Reino Unido    | 134.18 | 49.10 (4) | 85.08 (5)  |
| 5                 | Alessandra Cernuschi / Filippo Ambrosini | Itália         | 134.16 | 45.66 (5) | 88.50 (4)  |
| 6                 | Tatiana Danilova / Mikalai Kamianchuck   | Bielorrússia   | 133.10 | 38.72 (7) | 74.38 (6)  |
| 7                 | Elizaveta Usmantseva / Roman Talan       | Ucrânia        | 111.92 | 41.84 (6) | 70.08 (7)  |
| 8                 | Elizaveta Makarova / Leri Kenchadze      | Bulgária       | 102.06 | 36.26 (8) | 65.80 (8)  |
| 9                 | Olga Bestandigova / Ilhan Mansiz         | Turquia        | 74.90  | 29.84 (9) | 45.06 (9)  |

### Dança no gelo
| Pos.              | Nome                                 | Nacionalidade  | Pontos | PC         | PL         |
| ----------------- | ------------------------------------ | -------------- | ------ | ---------- | ---------- |
| Medalha de ouro   | Madison Hubbell / Zachary Donohue    | Estados Unidos | 166.74 | 66.40 (2)  | 100.34 (1) |
| Medalha de prata  | Charlene Guignard / Marco Fabbri     | Itália         | 166.46 | 66.40 (1)  | 100.06 (2) |
| Medalha de bronze | Sara Hurtado / Adria Diaz            | Espanha        | 150.00 | 59.38 (3)  | 90.62 (3)  |
| 4                 | Alexandra Nazarova / Maxim Nikitin   | Ucrânia        | 148.48 | 58.20 (4)  | 90.28 (4)  |
| 5                 | Evgenia Kosigina / Nikolai Moroshkin | Rússia         | 133.62 | 52.00 (5)  | 81.62 (5)  |
| 6                 | Olesia Karmi / Max Lindholm          | Finlândia      | 122.54 | 49.24 (6)  | 73.30 (6)  |
| 7                 | Karina Uzurova / Ilias Ali           | Cazaquistão    | 116.46 | 45.90 (8)  | 70.56 (7)  |
| 8                 | Celia Robledo / Luis Fenero          | Espanha        | 114.48 | 47.48 (7)  | 67.00 (8)  |
| 9                 | Marie-Jade Lauriault / Romain Le Gac | França         | 109.48 | 43.62 (9)  | 65.86 (9)  |
| 10                | Cagla Demirsal / Berk Akalin         | Turquia        | 102.60 | 37.52 (10) | 65.08 (10) |
| 11                | Valeria Gaistruk / Alexei Olejnik    | Ucrânia        | 101.00 | 36.84 (11) | 64.16 (11) |

## Quadro de medalhas
| Ordem | País             | Medalha de ouro | Medalha de prata | Medalha de bronze |    | Ordem por total |
| ----- | ---------------- | --------------- | ---------------- | ----------------- | -- | --------------- |
| 1     | Rússia           | 1               | 1                | 1                 | 3  | 1               |
| 2     | Estados Unidos   | 1               |                  | 1                 | 2  | 2               |
| 3     | Cazaquistão      | 1               |                  |                   | 1  | 4               |
| 3     | Finlândia        | 1               |                  |                   | 1  | 4               |
| 5     | Itália           |                 | 2                |                   | 2  | 2               |
| 6     | República Tcheca |                 | 1                |                   | 1  | 4               |
| 7     | Eslováquia       |                 |                  | 1                 | 1  | 4               |
| 7     | Espanha          |                 |                  | 1                 | 1  | 4               |
| TOTAL | TOTAL            | 4               | 4                | 4                 | 12 | —               |